# NK Rudeš
NK Rudeš – chorwacki klub piłkarski z siedzibą w Zagrzebiu. Został założony w 1957 roku.

## Historia
Chronologia nazw:
- 1957: NK Rudeš

Klub piłkarski NK Rudeš został założony w miejscowości Zagrzeb w 1957 roku. Do roku 1991 klub grał na niższych szczeblach rozgrywek w byłej Jugosławii. Po uzyskaniu niepodległości Chorwacji i organizacji własnych mistrzostwa w sezonie 1992/93 zespół startował w rozgrywkach Pucharu Chorwacji, w których przegrał z HAŠK Građanski Zagrzeb w 1/16 finału. W następnym sezonie 1993/94 zespół debiutował w 5 lidze (5.rang HNL) zajmując 14.miejsce. W sezonie 1997/98 występował w czwartej lidze, ale spadł na rok do piątej ligi. W 1999/2000 ponownie grał w czwartej lidze i tym razem utrzymał się w niej. W sezonie 2002/03 zajął pierwsze miejsce w 1.Zagrebačkiej lidze i zdobył awans do 3.HNL. W następnym sezonie 2003/04 zajął drugie miejsce w grupie Središte 3.HNL. W kolejnym sezonie powtórzył ten wynik. Dopiero w sezonie 2008/09 zwyciężył w grupie Zapad trzeciej ligi i został promowany do 2.HNL. W sezonie 2012/13 był trzecim w drugiej lidze. W 2016/17 zwyciężył w drugiej lidze i otrzymał historyczny awans do Prva HNL.

## Sukcesy

### Trofea międzynarodowe
Nie uczestniczył w rozgrywkach europejskich (stan na 31-05-2018).

### Trofea krajowe
| \| \| Zdobyte trofea w rozgrywkach Chorwacji (stan na: 31-05-2018) \| |                                                              |      |          |
| Rozgrywki                                                             | Osiągnięcie                                                  | Razy | Sezon(y) |
| Mistrzostwo                                                           | I miejsce                                                    | 0    |          |
| Mistrzostwo                                                           | II miejsce                                                   | 0    |          |
| Mistrzostwo                                                           | III miejsce                                                  | 0    |          |
| Mistrzostwo                                                           | 8.miejsce                                                    | 1    | 2017/18  |
| Puchar                                                                | zdobywca                                                     | 0    |          |
| Puchar                                                                | finalista                                                    | 0    |          |
| Puchar                                                                | 1/8 finału                                                   | 1    | 2016/17  |
| II liga                                                               | I miejsce                                                    | 1    | 2016/17  |
| II liga                                                               | II miejsce                                                   | 0    |          |
| II liga                                                               | III miejsce                                                  | 1    | 2012/13  |
| Chorwacja                                                             | Zdobyte trofea w rozgrywkach Chorwacji (stan na: 31-05-2018) |      |          |

- 3.HNL:
  - mistrz (1x): 2008/09
  - wicemistrz (1x): 2003/04, 2004/05

## Stadion
Klub rozgrywa swoje mecze domowe na stadionie Kranjčevićeva w Zagrzebiu, który może pomieścić 8850 widzów.